# Heinz Kohut
Heinz Kohut (født 3. maj 1913 i Wien, død 8. oktober 1981 i Chicago) var en østrigskfødt, amerikansk psykoanalytiker, der opbyggede en teori, hvor mange af Sigmund Freuds antagelser indgik, men hvor fx personlighedens tredeling med dens drifter og konflikter ikke spillede nogen rolle. Teorien kaldes Selvpsykologi. Den psykoanalytiske selvpsykologi danner grundlaget for mange af nutidens psykoanalytikeres terapeutiske indfaldsvinkler. Den afviser den grundlæggende betydning af den freudianske psykoseksuelle driftsteori ved dannelsen af den menneskelige psyke, og understreger begrebet empati som en afgørende entitet ved menneskelig udvikling og psykoanalytisk forandring.
Tanken er, at terapeutens empatiske forholden sig til klienten, skal fremme dennes oplevelse af selvet og selvværd. Gennem sund narcissisme opnås et stærkt, levende og sammenhængende selv, der stræber ambitiøst og idealistisk mod den fulde realisering af de personlige evner og muligheder.[kilde mangler]

## I Danmark
Heinz Kohuts selvpsykologi og hans bidrag til det psykoanalytiske felt har haft en indirekte indflydelse i Danmark, selvom det ikke nødvendigvis har været en dominerende tilgang inden for det danske psykoterapeutiske landskab. Kohuts idéer og teorier om selvets udvikling og behovet for anerkendelse har dog været relevante for klinisk praksis og diskussioner om psykoterapi i Danmark på flere måder.[kilde mangler]